# Gimnazjum Sztuki Tel Awiw
Gimnazjum Sztuki Tel Awiw (hebr. תיכון א' לאמנויות תל אביב; ang. Aleph High School of Arts Tel Aviv) jest instytucją edukacyjną położoną w osiedlu Ha-Kirja, w mieście Tel Awiw w Izraelu.

## Historia
Szkoła została założona w 1931 przez dr Abrahama Kohlera, jako prywatne Gimnazjum imienia Balfoura. Kohler dobrał nauczycieli spośród żydowskich imigrantów z Europy Wschodniej. Poza normalnym programem nauczania, uczniowie mogli korzystać z rozszerzonych profili w języku angielskim, hebrajskim i matematyce.
Gimnazjum bardzo szybko stało się elitarną szkołą, kształcącą na najwyższym poziomie nauczania. Dzięki temu sukcesowi Kohler mógł w 1934 utworzyć kolejne gimnazjum w Ramat Gan. Z powodu licznych obowiązków związanych z zakładaniem nowej szkoły, przekazał on w 1935 funkcję dyrektora Shaulowi Rieger, który prowadził gimnazjum do 1943. W okresie tym poprawiono metody nauczania, osiągając jeszcze lepsze wyniki w poziomie wykształcenia absolwentów.
W lipcu 1947 gimnazjum przestało być prywatną szkołą i zostało przejęte przez władze miejskie Tel Awiwu. Od tego momentu było nazywane "Średnią Szkołą Miejską". Pomimo tej zmiany, gimnazjum zdołało utrzymać swój wysoki poziom kształcenia. Jednak zmiany demograficzne które zaszły w mieście w latach 70. XX wieku doprowadziły do konieczności szerokiego otwarcia szkoły i obniżenia poziomu kształcenia. W rezultacie szkoła mocno podupadła i została przeniesiona z ulicy Mazeh na Sprinzak. W 1985 rozważano możliwość jej zamknięcia.
W 1988 gimnazjum zostało przekształcone w miejską szkołę artystyczną, dzięki czemu przyciągnęło ono nową grupę uczniów. Poza normalnym programem nauczania, wykładane są takie przedmioty jak trendy w sztuce, teatr, kino, taniec, muzyka (jazz, muzyka poważna i muzyka alternatywna). Dodatkowo uczniowie mogą skorzystać z rozszerzonego progilu nauczania języka jidysz.

## Znani absolwenci
Wśród absolwentów szkoły znaleźli się liczni znani artyści, między innymi tacy jak: Rami Heuberger, Gaya Traub, Rotem Abuhav, Romy Abulafia i Aya Koren.